# Spring Lake (Utah)
Spring Lake – jednostka osadnicza w Stanach Zjednoczonych, w stanie Utah, w hrabstwie Utah.